# Élections législatives marocaines de 1997
Les élections législatives de 1997 au Maroc ont eu lieu le 14 novembre 1997. Il s'agit du sixième scrutin législatif depuis l'indépendance du Maroc en 1956.

## Résultats
| Parti/Syndicat | Parti/Syndicat                                             | Sièges | %     | Évolution (Législatives 1993) |
| -------------- | ---------------------------------------------------------- | ------ | ----- | ----------------------------- |
|                | Union socialiste des forces populaires (USFP)              | 57     | 17,53 | +5                            |
|                | Union constitutionnelle (UC)                               | 50     | 15,38 | -4                            |
|                | Rassemblement national des indépendants (RNI)              | 46     | 14,15 | +5                            |
|                | Mouvement populaire (MP)                                   | 40     | 12,30 | -11                           |
|                | Parti de l'Istiqlal (PI)                                   | 32     | 9,84  | -20                           |
|                | Mouvement démocratique et social (MDS)                     | 32     | 9,84  | nouveau parti                 |
|                | Mouvement national populaire (MNP)                         | 19     | 5,84  | -6                            |
|                | Parti démocrate national (PND)                             | 10     | 3,07  | -14                           |
|                | Mouvement populaire démocratique et constitutionnel (MPCD) | 9      | 2,76  | +9                            |
|                | Front des forces démocratiques (FFD)                       | 9      | 2,76  | nouveau parti                 |
|                | Parti du progrès et du socialisme (PPS)                    | 9      | 2,76  | -1                            |
|                | Parti socialiste démocratique (PSD)                        | 5      | 1,53  | nouveau parti                 |
|                | Organisation de l'action démocratique populaire (OADP)     | 4      | 1,23  | +2                            |
|                | Parti de l'action (PA)                                     | 2      | 0,61  | 0                             |
|                | Parti démocratique de l'indépendance (PDI)                 | 1      | 0,30  | -8                            |
|                | Total                                                      | 325    | 100   |                               |